# Baron Ormathwaite

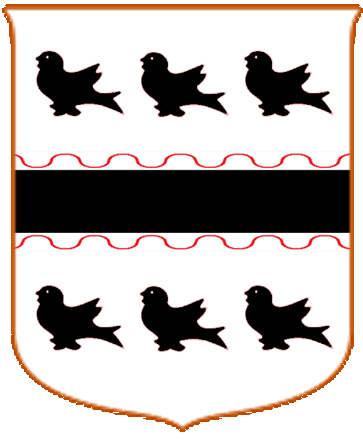
Wappen der Barons Ormathwaite

Baron Ormathwaite, of Ormathwaite in the County of Cumberland, war ein erblicher britischer Adelstitel in der Peerage of the United Kingdom.

## Geschichte des Titels
Der Titel wurde am 16. April 1868 für Sir John Walsh, 2. Baronet, geschaffen. Bereits 1825 hatte er von seinem Vater den fortan nachgeordneten Titel Baronet, of Ormathwaite, in the County of Cumberland and of Warfield in the County of Berks, geerbt, der diesem am 14. Juni 1804 in der Baronetage of the United Kingdom verliehen worden war.
Beide Titel erloschen beim kinderlosen Tod seines Urenkels, des 6. Barons, am 8. März 1984.

## Liste der Titelinhaber

### Walsh Baronets of Ormathwaite and Warfield (1804)
- Sir John Walsh, 1. Baronet (1759–1825)
- Sir John Walsh, 2. Baronet (1798–1881) (1868 zum Baron Ormathwaite erhoben)

### Barons Ormathwaite (1868)
- John Walsh, 1. Baron Ormathwaite (1798–1881)
- Arthur Walsh, 2. Baron Ormathwaite (1827–1920)
- Arthur Walsh, 3. Baron Ormathwaite (1859–1937)
- George Walsh, 4. Baron Ormathwaite (1863–1943)
- Reginald Walsh, 5. Baron Ormathwaite (1868–1944)
- John Walsh, 6. Baron Ormathwaite (1912–1984)